# Østerbymanden
Østerbymanden (på tysk Mann von Osterby) er betegnelsen på et kranium af et moselig, fundet lidt ud for landsbyen Østerby i nærheden af Egernførde i Sydslesvig.
I maj 1948 fandt to brødre fra Østerby, der gravede tørv i en mose lige ud for byen, 70 cm under mosens overflade et afhuggede hoved, som blev senere kendt som Østerbymanden. Kraniet var indsvøbt i rådyrskind og havde mærker efter et (sandsynligvis) bedøvende slag i hovedet. Håret var flettet og samlet til en såkaldt sveberknude på siden af hovedet (opkaldt efter den vestgermansk folkestamme sveberne). Allerede i 98 e. Kr. skrev den romerske historiker Tacitus i hans etnografisk værk Germania, at germanske mænd bandt deres hår i denne frisure.
Moseligets dødstidspunkt blev ved hjælp af kulstof 14-datering dateret til årene 75 til 130 e.Kr. Der findes flere moselig fra jernalderen, som blev halshugget og sænket i en mose som for eksempel Pigen fra Roum Mose. Østerbymanden er nu udstillet på arkæologisk museum på Gottorp Slot i Slesvig by.